# Адай, Джон Миллер
Джон Миллер Адай (англ. John Miller Adye; 1 ноября 1819 года — 26 августа 1900 года) — генерал Британской армии, губернатор Гибралтара, художник-любитель.

## Военная карьера
Родился в Севеноукс, Кент, 1 ноября 1819 в семье майора Джеймса П. Адая. Учился в Королевской военной академии в Вулидже. В 1836 году поступил на службу в Королевский полк артиллерии. В 1846 году получил звание капитана. Участвовал в Крымской войне в звании бригад-майора и должности помощника генерал-адъютанта артиллерии. Произведён в командоры Ордена Бани, временно повышен до майора и подполковника).
Во время Восстания сипаев проходил службу в штабе на аналогичных должностях. В 1860 году временно повышен до полковника, в 1863 направлен на северо-западный фронт Индийской кампании. По возвращении с 1863 по 1866 годы занимал должность заместителя генерал-адъютант Бенгалии. С 1870 по 1875 годы был директором артиллерии и складов в Военном министерстве. В 1873 году произведён в рыцари-командоры Ордена Бани. В 1875 повышен до генерал-майора и назначен директором Королевской военной академии. В 1880 перешёл на работу в Совет артиллерии. В 1882 возглавил штаб экспедиционных сил в Египте. За службу во время Египетской кампании произведён в рыцари Большого Креста Ордена Бани и удостоен благодарности парламента). С 1883 по 1886 годы был губернатором Гибралтара. В этой должности сумел найти баланс между военными и гражданскими нуждами города и проявил себя качестве художника. Им были построены места отдыха для военных и упрощены торговые законы.

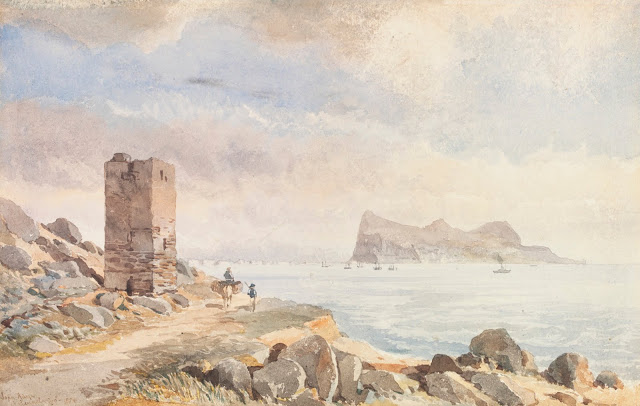
Вид на Гибралта (Джон Миллер Адай, 1884)

Занимал должность комендант-полковника 4-го и 26-го Кентского стрелкового добровольческого корпуса и должность почетного полковника их преемника, 3-го добровольческого батальона Королевского западно-кентского полка.
Ушёл в отставку в 1886 году.

## Гражданская карьера
Адай был известен как писатель и художник. Им были написаны книги A Review of the Crimean War (1859), Sitana: a Mountain Campaign on the Borders of Afghanistan in 1863, Recollections of A Military Life (1895). Его пейзажи Гибралтара находятся в Музее Виктории и Альберта, а два пейзажа Индии — в Национальном музее армии.

## Опубликованные работы
- John Miller Adye. A Review of the Crimean War to the winter of 1854-5 (англ.). — Hurst and Blackett[англ.], 1860.